# Крістофер Бордмен
Крістофер Бордмен (англ. Christopher Boardman, 11 червня 1903 — 29 вересня 1987) — британський яхтсмен.
Олімпійський чемпіон 1936 року в класі 6 метрів.